# Kamen Rider Kabuto
Kamen Rider Kabuto (仮面ライダーカブト, Kamen Raidā Kabuto, Masked Rider Kabuto) is een Japanse tokusatsuserie, en de 16e van de Kamen Rider series. De serie is een coproductie tussen Ishimori Productions en Toei. De serie werd uitgezonden op tv asahi van januari 2006 tot januari 2007, met een totaal van 49 afleveringen.
De serie betekende het 35-jarig bestaan van de Kamen Rider series.

## Verhaal
Kamen Rider Kabuto draait om een man genaamd Tendo Soji. Hij heeft zeven jaar lang getraind terwijl hij wachtte op de komst van de Kabuto Zecter waarmee hij een Kamen Rider kon worden. Hij moet een Kamen Rider worden om de aarde te beschermen tegen de Worms, een buitenaards ras dat via een meteroor op aarde is beland.
In de loop van de serie maakt hij veel vijanden, en ontmoet ook andere Kamen Riders, allemaal met een mysterieuze oorsprong.

## Personages

### Kamen Riders
De Kamen Riders krijgen hun krachten van zogenaamde Zecters, onderdelen van een mobiel systeem dat tijd en ruimte manipuleert. Ze werden gemaakt door de Natives, een subras van de Worms dat 35 jaar geleden op aarde arriveerde. Zij gaven de Zecters aan de mensen zodat die de aarde konden beschermen tegen de worms die nog moesten komen.
Er zijn acht Zecters in de serie. Ze staan onder beheer van de ZECT organisatie.
- Souji Tendou/Kamen Rider Kabuto (天道 総司/仮面ライダーカブト, Tendō Sōji/Kamen Raidā Kabuto): de hoofdpersoon uit de serie. Hij gebruikt de Kabuto Zecter. Zijn kostuum is gemodelleerd naar dat van een Japanse neushoornkever. Tendou is en mysterieuze en stille jongeman. Hij gaat niet naar school en heeft niet echt een baan, vooral omdat hij gelooft dat hij voorbestemd is voor iets groots. Hoewel hij het niet laat merken, geeft hij diep van binnen veel om de mensen om hem heen. In de serie gebruikt hij geregeld wijze uitspraken van zijn adoptiefgrootmoeder. Hij krijgt later in de serie een powerup genaamd “Hyper Form”.
- Kamen Rider TheBee (仮面ライダーザビー, Kamen Raidā ZaBī):een identiteit gebruikt door twee personen in de serie. De eerste was Sou Yaguruma (矢車 想, Yaguruma Sō), een 27-jarige agent van de ZECT organisatie. Hij stond erom bekend alles volgens het boekje te doen, en altijd perfectie te eisen. In aflevering 13 werd hij overgeplaatst naar een andere sector, en nam Shun Kageyama (影山 瞬, Kageyama Shun) zijn taak als Kamen Rider TheBee over. Daarnaast werd de Kamen Rider TheBee identiteit even kort gebruikt door Arata Kagami (加賀美 新, Kagami Arata) en Masato Mishima (三島 正人, Mishima Masato).
- Daisuke Kazama/Kamen Rider Drake (風間 大介/仮面ライダードレイク, Kazama Daisuke/Kamen Raidā Doreiku): een 22-jarige man met een enorm zwak voor vrouwen. Hij is een nieuwe en nog onervaren Rider, zonder al te veel kennis over de Worms. Zijn voornaamste taak als held is het beschermen van een meisje met geheugenverlies genaamd 'Gon'. Zijn harnas is gemodelleerd naar een libel.
- Tsurugi Kamishiro/Kamen Rider Sasword (神代 剣/仮面ライダーサソード, Kamishiro Tsurugi/Kamen Raidā Sasōdo): een afstammeling van de Britse Discabil familie. Hij stelt zich altijd voor als "the man who replaces the gods with a sword's slash". Hij is goed in sport, kunst, studies en andere vaardigheden. Naast Japans spreekt hij ook Italiaans, Chinees, Engels en Frans. Net als Tendou gebruikt hij geregeld wijze uitspraken, alleen komen zijn uitspraken van zijn butler.
- Arata Kagami/Kamen Rider Gatack (加賀美 新/仮面ライダーガタック, Kagami Arata/Kamen Raidā Gatakku): een veldagent van ZECT. Hoewel hij een goed hart heeft, gedraagt hij zich vaak als een heethoofd die zonder na te denken handelt. Hij ging bij Zect werken om zijn jongere broertje te wreken, die gedood is door de Worms. Hij stond ook een tijdje bekend als Kamen Rider TheBee.

- Kamen Rider Kick Hopper (仮面ライダーキックホッパー, Kamen Raidā Kikku Hoppā): een van de slechte Kamen Riders in de serie. Hij is in werkelijkheid Sou Yaguruma (矢車 想, Yaguruma Sō), voorheen bekend als “Kamen Rider TheBee”. Na in aflevering 13 te zijn verdwenen, keerde hij in aflevering 33 terug als een heel ander persoon. Hij ziet nu zichzelf als de loser van ZECT.
- Kamen Rider Punch Hopper (仮面ライダーパンチホッパー, Kamen Raidā Panchi Hoppā): ook een slechte Kamen Rider. Hij is in werkelijkheid Shun Kageyama; en dus net als Kamen Rider Hopper voorheen de held “Kamen Rider TheBee”. Hij werd Kamen Rider Punch Hopper na een oneervol ontslag uit het eliteteam van ZECT.
- Souji Kusakabe/Kamen Rider Dark Kabuto (日下部 総司/仮面ライダーダークカブト, Kusakabe Sōji/Kamen Raidā Dāku Kabuto): de primaire slechte Kamen Rider van de serie. Hij is in elk opzicht een kwaadaardige versie van Kamen Rider Kabuto.

### Bondgenoten
- ZECT: een mysterieuze organisatie die gericht is op het vernietigen van de Worms. Tot ZECT behoren:
  - ZECT Troopers: soldaten van ZECT, gewapend met lichtere versies van de Kamen Rider wapens.
  - Riku Kagami: de vader van Arata en Ryu, en een hoge officier binnen ZECT. Arata is zich niet bewust van het feit dat zijn vader ZECTs leider is.
- Jyuka Tendou (天道 樹花 Tendō Juka): Souji’s jongere zus.
- Natives: een subras van de Worms dat 35 jaar geleden op aarde arriveerde in een meteoor. Zijn staan aan de kant van de mensheid, en zijn de makers van de Zecters (hoewel sommige puur slecht zijn).
- Hiyori Kusakabe  is een parttime werker bij Bistro la salle. 7 jaar geleden kwamen haar ouder om bij shibuya. maar zij verdacht kabuto van de dood van haar ouder niet wetend dat zij de echte zusje van Tendou is. en dat de echte hiyori al werd vermoord voor dat ze geboren werd. haar ouders waren namelijk de echte ouders van tendou maar die werd vermoord door slechte natives waaruit hiyori er uit van geboren is.

### Worms
Een buitenaards ras dat 7 jaar geleden op aarde kwam met een meteoor (35 jaar geleden indien men de natives meerekent). Ze proberen zich in de menselijke gemeenschap te mengen door mensen te doden, en zichzelf vervolgens in exacte kopieën van deze mensen te veranderen.
De worms kennen verschillende klassen. De leiders behoren tot de Executives:
- Rena Mamiya/Ucaworm (25-40): de eerste leider van de Worms, die opdook in aflevering 25. Haar menselijke uiterlijk is gebaseerd op dat van een vrouw genaamd Rena Mamiya.
- Reiji Nogi/Cassisworm (41-46): Nogi is een nog sterkere executive worm, die na Ucaworms vernietiging het bevel overnam. Hij kent verschillende subvormen waaronder Cassisworm Dimidius, Cassisworm Gladius en Cassisworm Clipeus. In die laatste vorm werd hij uiteindelijk vernietigd.

Andere klassen zijn: Aracneaworm, Varacneaworm, Coleopteraworm, Sectioworm, Formicaalubusworm, Brachypelmaworm, Geophildworm, Acarinaworm en Camponotusworm.

## Citaten
In de serie hoor je zelf vaak "mijn grootmoeder zei dit" door tendou horen zeggen. In één aflevering deed zijn Stiefzusje dat ook. Ook Tsurugi zeg dit na maar dan doet hij dat van zijn butler.
Mijn grootmoeder zei dit...
- Hij dat over de pad van de hemel beloopt, regeert over alle.
- Dwing de wereld om rond u te draaien. Het is veel leuker om op dat manier te denken.
- Mensen worden sterker door Avontuur. (Quote voor GoGo Sentai Boukenger)
- Wanneer mensen van elkaar houden, worden ze zwakker, Hoewel je je daar niet voor hoeft te schamen. Ware zwakheid ligt overal.
- Wanneer één niet dichtbij is, dan is één nog dichter.
- Jaag twee vogels, en je vangt twee vogels.
- Mensen die stelen, Verliezen iets meer belangrijker.
- Het is geweldig om iets lekkers te eten, maar echt geweldig is als daar op wacht.
- Als je wenst om zo te zijn, zal geluk altijd aan jou zijde zijn.
- Bloemen kan een vrouw gloeien.
- Alle meisjes zijn even mooi.
- Een mes maakt alleen iemand blij als het voor koken wordt gebruikt.
- Luxebloemen kan slecht koken niet verbergen.
- Het is leuk om een geheime smaak toe te voegen, maar... het is leuk om het te vinden.
- Soms klinkt des duivels gefluister, op een engelstem.
- een dat zich laat verdrinken in zichzelf zal uit eindelijk in het duister vallen.
- Zelfs in een wereld met alleen maar vijanden, zal er altijd iemand zijn die je moet beschermen.
- Als je een klein goedheid krijgt, geef diegene dan een grote diening.
- Andere te imiteren is niet slecht, dat is hoe we ons zelf herkennen.
- Als je een keer de waarheid kent... Zal je niet meer door imitatie bedrogen worden.
- Kinderen zijn schatten. De grootste zonde zal zijn als je die schat vernietigt.
- Engelen zijn aanwezig by een maaltijd, daarom is dat een heilige tijd.
- Er Zijn twee dingen wat mannen niet mogen doen. Één is dat je geen meisjes aan het huilen moet maken... de ander is om eten niet zo slecht te behandelen!
- De zon is geweldig, het kan zelf vieze schijn maken.
- Leven is een lange weg naar een doel. gooi je bagage weg en loopt met plezier met vrije handen.
- Mensen moeten cool zijn. Kokend water is maar damp.
- De wensen van een kind zijn toekomst realiteit...Volwassenen die daar om lachen zijn langer geen mens.
- Een band is een diepe connectie dat nooit gebroken kan worden. zelfs als het niet zo is, de hart en hart zijn nog steeds verbonden.
- Mijn Evolutie is sneller dan het licht. er is niets in deze wereld dat mijn evolutie zal kunnen verslaan.
- Rechtvaardigheid ben ik zelf.

Net als Jiiya altijd zei...
- Een nobele daad moet nobelig teruggegeven worden.
- Alle mensen zijn vurig, Hun vonken zijn eerder aangestoken zodat het vuur werk zijn..
- Er is niets rijker dan vriendschap, dus maakt het onze schat.

## Afleveringen
1. The Strongest Man (最強男, Saikyō Otoko)
2. The First Two-Step Transformation (初2段変身, Hatsu Ni-dan Henshin)
3. I am Justice!! (俺が正義！！, Ore ga Seigi!!)
4. Love Explaination!! (愛を説く！！, Ai o Toku!!)
5. Order to Capture!! (捕獲指令！！, Hokaku Shirei!!)
6. My Flower (オレ様の花, Ore-sama no Hana)
7. #2 Appears (2号新登場, Nigō Shin Tōjō)
8. Angry Tofu (怒れる豆腐, Ikareru Tōfu)
9. The Bee's Insanity!! (蜂の乱心！！, Hachi no Ranshin!!)
10. I'm Not Your Friend (友じゃねぇ, Tomo ja Nee)
11. The Party Burns (合コン燃ゆ, Gōkon Moeyu)
12. The Makeup Thousand-Man Cut (化粧千人斬, Keshō Sennin Giri)
13. The Team Dissolves (チーム解散, Chīmu Kaisan)
14. Back of the Back of the Back (裏の裏の裏, Ura no Ura no Ura)
15. The Monster Noted Doctor!? (怪人名医！？, Kaijin Meii!?)
16. An Unthinkable Storm (まさかの嵐, Masaka no Arashi)
17. Restored Memories!! (甦る記憶！！, Yomigaeru Kioku!!)
18. Farewell, Gon… (さらばゴン…, Saraba Gon…)
19. Scorpion Millionaire (さそり富豪, Sasori Fugō)
20. Hey, Jiiya (ねぇじいや, Nee Jiiya)
21. VS Stag Beetle (VSクワガタ, Tai Kuwagata)
22. Birth of a Special Compilation (誕生特別編, Tanjō Tokubetsu Hen)
23. Riddle + Riddle = X (謎＋謎＝X, Nazo Tasu Nazo Wa Ekkusu)
24. The Ramen Way (ラーメン道, Rāmen Dō)
25. The Proud Searchlight (驕る捜査線, Ogoru Sōsasen)
26. Love That Shook the Earth (激震する愛, Gekishin Suru Ai)
27. Me!? A Murderer (俺！？殺人犯, Ore!? Satsujinhan)
28. Why!? Death (なぜ！？絶命, Naze!? Zetsumei)
29. The Dark Kitchen (闇キッチン, Yami Kitchin)
30. Miso Soup Ascension (味噌汁昇天, Misoshiru Shōten)
31. Shocking Fact (衝撃の事実, Shōgeki no Jijitsu)
32. Puzzle Unraveled!! (解ける謎！！, Tokeru Nazo!!)
33. The Sprouting Adjutant (萌える副官, Moeru Fukukan)
34. Breaking Super Evolution (砕け超進化, Kudake Chō Shinka)
35. The Hellish Brothers (地獄の兄弟, Jigoku no Kyōdai)
36. Red Shoes' Recklessness (赤い靴暴走, Akai Kutsu Bōsō)
37. School's Ghost Story (学校の怪談, Gakkō no Kaidan)
38. The Dangerous Younger Sister (あぶない妹, Abunai Imōto)
39. The Powerful Black Opponent (強敵黒カブ, Kyōteki Kuro Kabu)
40. The Saddest Battle (最大の哀戦, Saidai no Aisen)
41. The Strongest Defeated (敗れる最強, Yabureru Saikyō)
42. Worst Terror VS Worst Fear (最凶vs最恐, Saikyō Tai Saikyō)
43. I targeting Me (俺を狙う俺, Ore o Nerau Ore)
44. What is to live (生きるとは, Ikiru to wa)
45. Christmas Earthquake (Xマス激震, Kurisumasu Gekishin)
46. Farewell, Tsurugi!! (さらば剣！！, Saraba Tsurugi!!)
47. Rushing into the Last Chapter (最終章突入, Saishūshō Totsunyū)
48. Tendou Dies!! (天道死す！！, Tendō Shisu!!)
49. Path of Heaven (天の道, Ten no Michi)

### Specials
- Film: Kamen Rider Kabuto: God Speed Love
- Tv-special: Kamen Rider Hyper Battle.

## Jubileum
Kamen Rider Kabuto stond geheel in het teken van het 35-jarig bestaan van de franchise. De personages en gebeurtenissen uit de serie bevatten allemaal wel een paar referenties naar vorige Kamen Rider series.
Van aflevering 23 t/m 27 bevatte elke aflevering een speciaal filmpje waarin de huidige Kamen Riders terugkeken naar gebeurtenissen uit vorige series.